# Kaan Kairinen
Kaan Kairinen (Turku, 22 december 1998) is een Fins voetballer, die doorgaans speelt als centrale middenvelder. Kairinen werd in januari 2019 door HJK Helsinki gehuurd van FC Midtjylland. Kairinen is sedert januari 2019 Fins international.

## Clubcarrière
Kairinen doorliep de jeugdreeksen van FC Inter Turku alwaar hij op 15-jarige leeftijd zijn debuut maakte in de eerste ploeg tijdens een competitiewedstrijd tegen FF Jaro. Op 25 oktober 2014 kwam hij twintig minuten voor tijd Kalle Kauppi vervangen in de met 0–1 verloren. In februari 2016 werd hij overgenomen door de Deense eersteklasser FC Midtjylland. Van augustus 2017 tot en met november 2017 werd Kairinen uitgeleend aan Skive IK. Van augustus 2018 tot en met oktober 2018 keerde hij op huurbasis terug naar Inter Turku. Vanaf januari 2019 werd hij uitgeleend aan HJK Helsinki.

## Clubstatistieken
| Seizoen | Club             | Competitie    | Competitie | Competitie | Beker | Beker | Internationaal | Internationaal | Totaal | Totaal |
| Seizoen | Club             | Competitie    | Wed.       | Dlp.       | Wed.  | Dlp.  | Wed.           | Dlp.           | Wed.   | Dlp.   |
| ------- | ---------------- | ------------- | ---------- | ---------- | ----- | ----- | -------------- | -------------- | ------ | ------ |
| 2014    | FC Inter Turku   | Veikkausliiga | 1          | 0          | 0     | 0     | —              | —              | 1      | 0      |
| 2015    | FC Inter Turku   | Veikkausliiga | 26         | 0          | 4     | 0     | —              | —              | 30     | 4      |
| 2016/17 | FC Midtjylland   | Superligaen   | 2          | 0          | 0     | 0     | 1              | 0              | 3      | 0      |
| 2017/18 | → Skive IK       | 1. division   | 6          | 0          | 0     | 0     | —              | —              | 6      | 0      |
| 2017/18 | FC Midtjylland   | Superligaen   | 3          | 0          | 0     | 0     | —              | —              | 3      | 0      |
| 2018    | → FC Inter Turku | Veikkausliiga | 6          | 0          | 0     | 0     | —              | —              | 6      | 0      |
| 2019    | → HJK Helsinki   | Veikkausliiga | 5          | 0          | 5     | 1     | —              | —              | 10     | 1      |
| Totaal  | Totaal           | Totaal        | 47         | 0          | 9     | 1     | 1              | 0              | 57     | 1      |

Bijgewerkt op 6 mei 2019.

## Interlandcarrière
Kairinen doorliep verschillende nationale jeugdploegen. Op 11 januari 2018 werd Kairinen voor het eerst bij de nationale selectie genomen in voorbereiding van de wedstrijd tegen Jordanië maar kwam niet tot spelen. Op 8 januari 2019 maakte hij zijn debuut voor de nationale ploeg in de oefenwedstrijd tegen Zweden. In de 54ste minuut kwam hij Rasmus Schüller vervangen.